# تسوتومو ساتو
تسوتومو ساتو (باليابانية: 佐藤 敦) (مواليد 5 نوفمبر 1968)، هو لاعب كرة قدم سابق كان يلعب كمهاجم.